# Asahikawa
Asahikawa (japanisch 旭川市, -shi) ist eine Großstadt in der Unterpräfektur Kamikawa auf der Insel Hokkaidō. Es ist die zweitgrößte Stadt der Insel nach der Hauptstadt Sapporo.

## Geografie

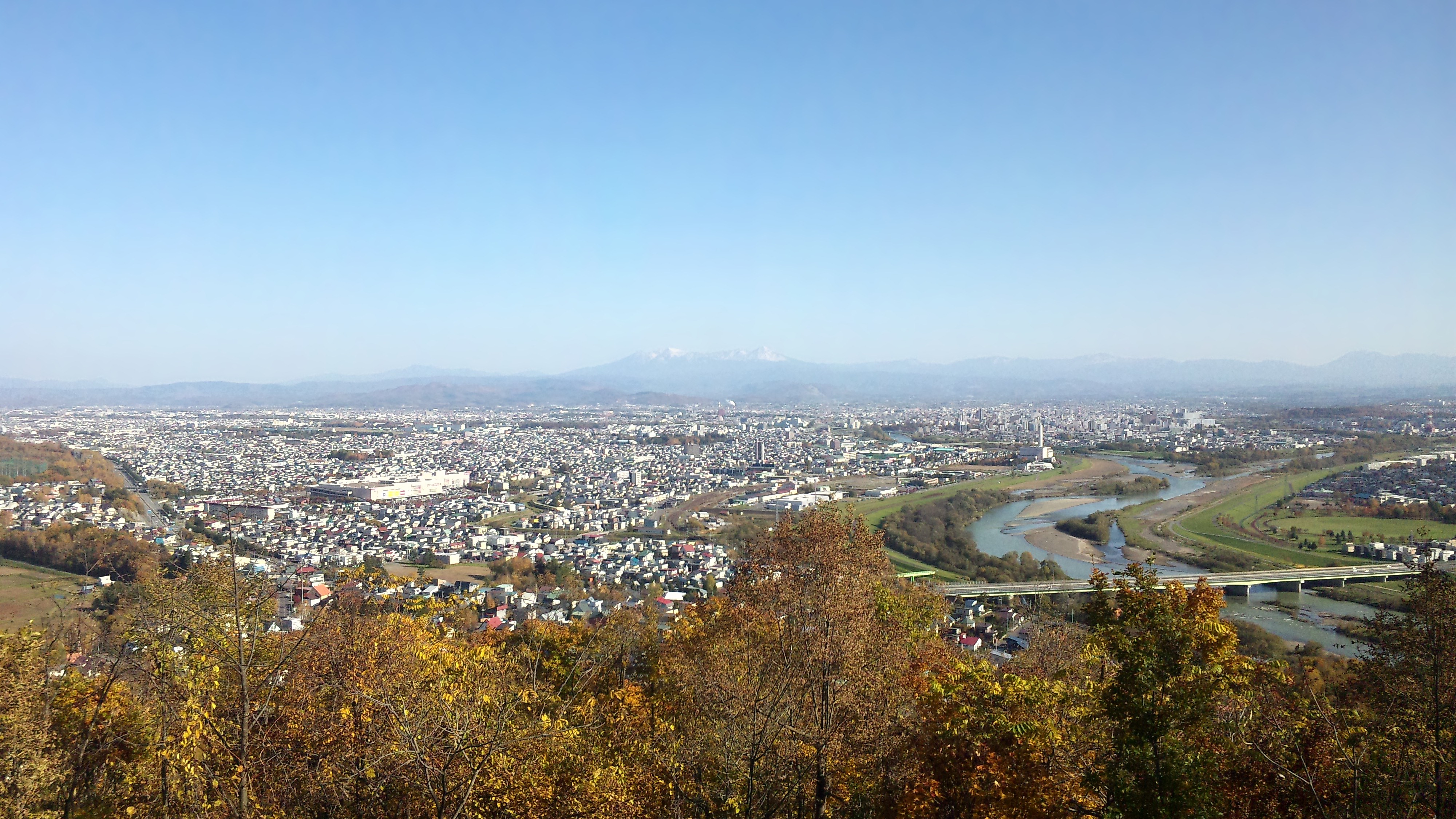
Ein Panoramablick auf Asahikawa vom Berg Arashiyama, 2016

Die Stadt liegt 116 Meter über dem Meeresspiegel im Kamikawa-Becken (上川盆地 Kamikawa-bonchi) und ca. 60 km von der nächstgelegenen Küste entfernt am gleichnamigen Fluss. Der Fluss wurde von Ainu Chiu Petsu (dt. Wellenfluss) genannt. Dies wurde jedoch als Chup Petsu (Sonnenfluss) missverstanden, so dass er Asahikawa (Sonnenaufgangsfluss) genannt wurde. In der Nähe liegt der 2291 Meter hohe Berg Asahi-dake.

### Klima
Das Klima ist ein kühlgemäßigtes Monsunklima mit kontinentalen Zügen. Die Winter sind kalt und schneereich, die Temperaturen liegen im Januar bei −4 °C am Tag und −13 °C nachts. Im Sommer ist es mit rund 20 °C (25 °C tagsüber, 15 °C nachts) recht warm. Darüber hinaus ist dann auch Monsunzeit, die vor allem von Juli bis September teils kräftige Schauer oder Gewitter bringt. Dazu ist die Luftfeuchtigkeit hoch und lässt es teils recht schwül werden.
|                       | Jan   | Feb   | Mär  | Apr  | Mai  | Jun  | Jul  | Aug  | Sep  | Okt  | Nov  | Dez  |   |      |
| Mittl. Tagesmax. (°C) | −4,3  | −2,8  | 1,9  | 10,1 | 18,0 | 22,2 | 25,8 | 25,8 | 21,1 | 14,4 | 5,6  | −0,9 | ⌀ | 11,5 |
| Mittl. Tagesmin. (°C) | −13,4 | −13,2 | −7,8 | −0,3 | 5,7  | 11,1 | 15,9 | 16,3 | 10,5 | 3,8  | −2,1 | −8,3 | ⌀ | 1,6  |
|                       |       |       |      |      |      |      |      |      |      |      |      |      |   |      |
| Niederschlag (mm)     | 80    | 64    | 62   | 65   | 74   | 78   | 119  | 168  | 134  | 104  | 116  | 95   | Σ | 1159 |
|                       |       |       |      |      |      |      |      |      |      |      |      |      |   |      |
| Sonnenstunden (h/d)   | 2,5   | 3,8   | 5,3  | 6,1  | 6,8  | 6,5  | 5,9  | 5,5  | 5,5  | 4,5  | 2,5  | 1,9  | ⌀ | 4,7  |
|                       |       |       |      |      |      |      |      |      |      |      |      |      |   |      |
| Luftfeuchtigkeit (%)  | 82    | 78    | 74   | 68   | 67   | 73   | 77   | 79   | 80   | 78   | 80   | 82   | ⌀ | 76,5 |

| −13,4 |

| −13,2 |

| −7,8 |

| −0,3 |

| 5,7 |

| 11,1 |

| 15,9 |

| 16,3 |

| 10,5 |

| 3,8 |

| −2,1 |

| −8,3 |

| −13,4 |

| −13,2 |

| −7,8 |

| −0,3 |

| 5,7 |

| 11,1 |

| 15,9 |

| 16,3 |

| 10,5 |

| 3,8 |

| −2,1 |

| −8,3 |

## Geschichte

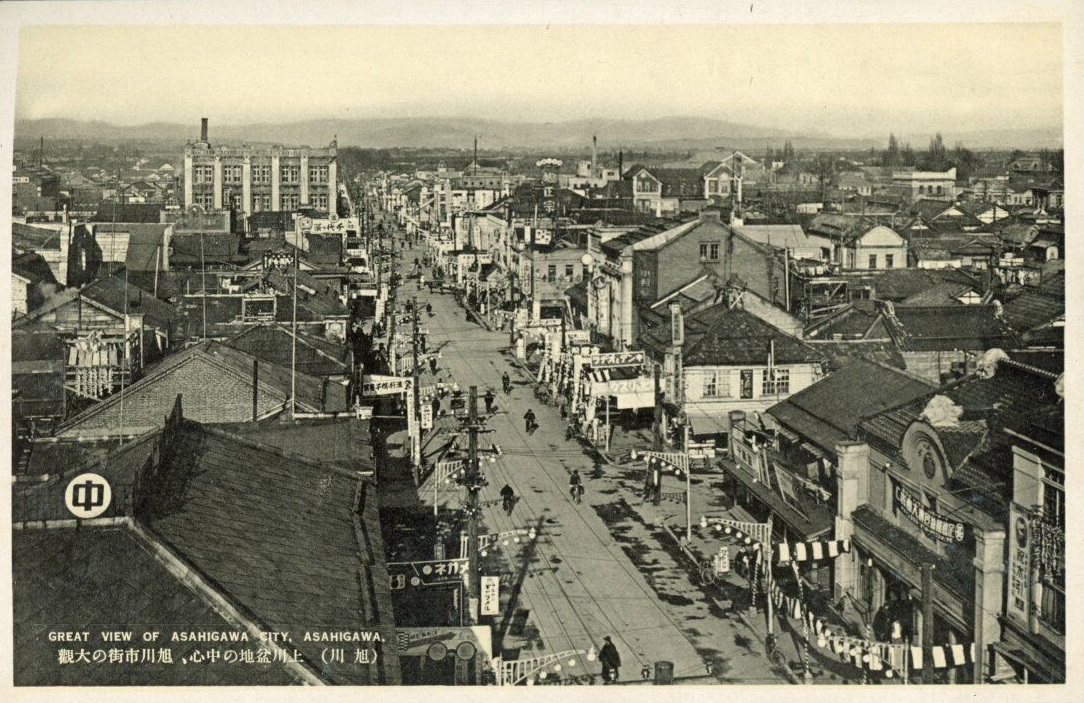
Ansicht von Asahikawa um 1920

Asahikawa wurde von Festlandjapanern in der Meiji-Zeit (1868 – Juli 1912) als Tondenhei oder staatlich geförderte Bauern-Miliz-Siedlung besiedelt.
Der Distrikt Kamikawa wurde 1890 unter der Provinz Ishikari mit den Dörfern Asahikawa, Nagayama und Kamui gegründet.
- 1900 Das Dorf Asahikawa wird zur Stadt Asahikawa
- 1914 Die Stadt Asahikawa wird zu Asahikawa-ku

Asahikawa wurde 1922 zur Stadt erhoben.
Asahikawa florierte als Militärstadt vor dem Zweiten Weltkrieg, als die 7. Division der IJA dort stationiert war. In der Schlussphase des Krieges wurde Asahikawa im Juli 1945 von amerikanischen Marineflugzeugen bombardiert. Heute hat die 2. Division der Nordarmee der Bodenselbstverteidigungsstreitkräfte ihren Hauptsitz in Asahikawa.
- 1955 Kamui Village und Etanbetsu Village fusionieren mit Asahikawa
- 1961 Zusammenlegung der Stadt Nagayama
- 1963 Higashi-Asahikawa Town fusionierte
- 1967 Eröffnung des Asahiyama-Zoos
- 1968 Kagura Town fusionierte
- 1971 Higashi-Takasu Town fusionierte
- 1972 Japans erstes permanentes Einkaufszentrum Heiwadōri Shopping Park wird eröffnet
- 1. April 2000 Asahikawa wird Kernstadt

## Verkehr
Etwa 15 Kilometer südöstlich der Stadt liegt der Flughafen Asahikawa.
Der Bahnhof Asahikawa liegt am südlichen Rand des Stadtzentrums und ist einer der wichtigsten Knotenpunkte des Schienennetzes auf Hokkaidō. Hier treffen die Hakodate-Hauptlinie, Sōya-Hauptlinie und die Furano-Linie zusammen. Im Bahnhof Shin-Asahikawa zweigt die Sekihoku-Hauptlinie ab.
Asahikawa ist über die Dōō-Autobahn erreichbar, ebenso über die Nationalstraße 12 und die Nationalstraßen 39, 40, 233, 237, 333, 452.

## Sehenswürdigkeiten
- Asahiyama Zoo (旭山動物園)
- Yasushi-Inoue-Gedenkstätte zu Ehren des Schriftstellers Yasushi Inoue

## Wirtschaft
Wirtschaftlich bedeutsam ist die Holzverarbeitung.

## Söhne und Töchter der Stadt
- Kazuhiro Fujita, Manga-Zeichner
- Yasushi Inoue (1907–1991), Schriftsteller
- Tadano Hiroshi (1914–1986), Skisportler
- Miura Ayako (1922–1999), Schriftsteller
- Abe Kōbō (1924–1993), Schriftsteller
- Masako Hayashi (1928–2001), Architektin
- Michio Mamiya (1929–2024), Komponist
- Yoshikatsu Yoshida (* 1941), Ringer und Olympiasieger
- Shigeo Nakata (* 1945), Ringer und Olympiasieger
- Kiyomi Katō (* 1948), Ringer und Olympiasieger
- Yumiko Igarashi (* 1950), Manga-Zeichnerin
- Noriko Sasaki (* 1961), Manga-Zeichnerin
- Satomi Kubokura (* 1982), Leichtathletin
- Tomoka Takeuchi (* 1983), Snowboard Alpin
- Yoshie Ueno (* 1983), Judoka
- Shinji Takahira (* 1984), Sprinter
- Rempei Uchida (* 1991), Fußballspieler
- Haruka Kitaguchi (* 1998), Speerwerferin

## Städtepartnerschaften
- Suwon, seit 1989
- Bloomington, seit 1962
- Normal, seit 1987

## Angrenzende Städte und Gemeinden
- Ashibetsu
- Fukagawa
- Tōma
- Kamikawa
- Biei
- Horokanai
- Higashikagura
- Higashikawa
- Pippu
- Wassamu
- Takasu